# Altenhain (Trebsen)
Altenhain ist ein Gemeindeteil der sächsischen Stadt Trebsen/Mulde im Landkreis Leipzig.

## Geografie
Altenhain liegt etwa 6,5 Kilometer nördlich von Grimma. Südwestlich des Ortes verläuft die Bundesautobahn 14, die nächstgelegenen Anschlussstellen sind Klinga und Grimma.
Nachbarorte von Altenhain sind Leulitz im Norden, Neuweißenborn im Nordosten, Trebsen im Osten, Seelingstädt im Südosten, Beiersdorf im Süden, Staudtnitz und Klinga im Südwesten, Ammelshain im Westen sowie Polenz im Nordwesten.

## Geschichte
Die erste belegte Ortsnamenform datiert von 1358 als Aldinhayne. Das Dorf Altenhain entstand wahrscheinlich im 11. und 12. Jahrhundert mit dem hochmittelalterlichen Landesausbau, (früher Deutsche Ostsiedlung). Im Jahr 1330 wurde der Herrensitz von der Familie von Große erworben. Später wurde diese innerhalb der Familie für einige Zeit geteilt, worauf die urkundliche Erwähnung zweier Rittergüter im Jahre 1606 schließen lässt. Am 19. Juli 1741 erwarb es Theodor August Freiherr von Hohenthal und vermachte es 1777 seiner Tochter Getraude Gräfin von Brühl, welche 1783 starb. Das Gut ging zurück an ihren Vater, der jedoch noch im gleichen Jahr starb. Neuer Besitzer wurde Friedrich Leopold von Bißing, dem 1790 sein Sohn nachfolgte.

Die hiesige Kirche St. Johannis wurde 1786/87 nach Abbruch des Vorgängerbaus an gleicher Stelle errichtet. August Schumann nennt 1814 im Staats-, Post- und Zeitungslexikon von Sachsen Altenhain betreffend u. a.: 

„Es liegt 2 Stunden nördlich von der Stadt Grimma, auf der linken Seite der Mulde, fast mitten im Holze, ist altschriftsässig in Hinsicht des dasigen Ritterguts, hat eine Pfarrkirche, 265 Einwohner, 6 Hufen, 7 Pferde, 61 Kühe, […], und eine Mühle mit 2 Gängen. Der Berg, an dessen Fuße das Dorf liegt, heißt der Collmberg, […].“

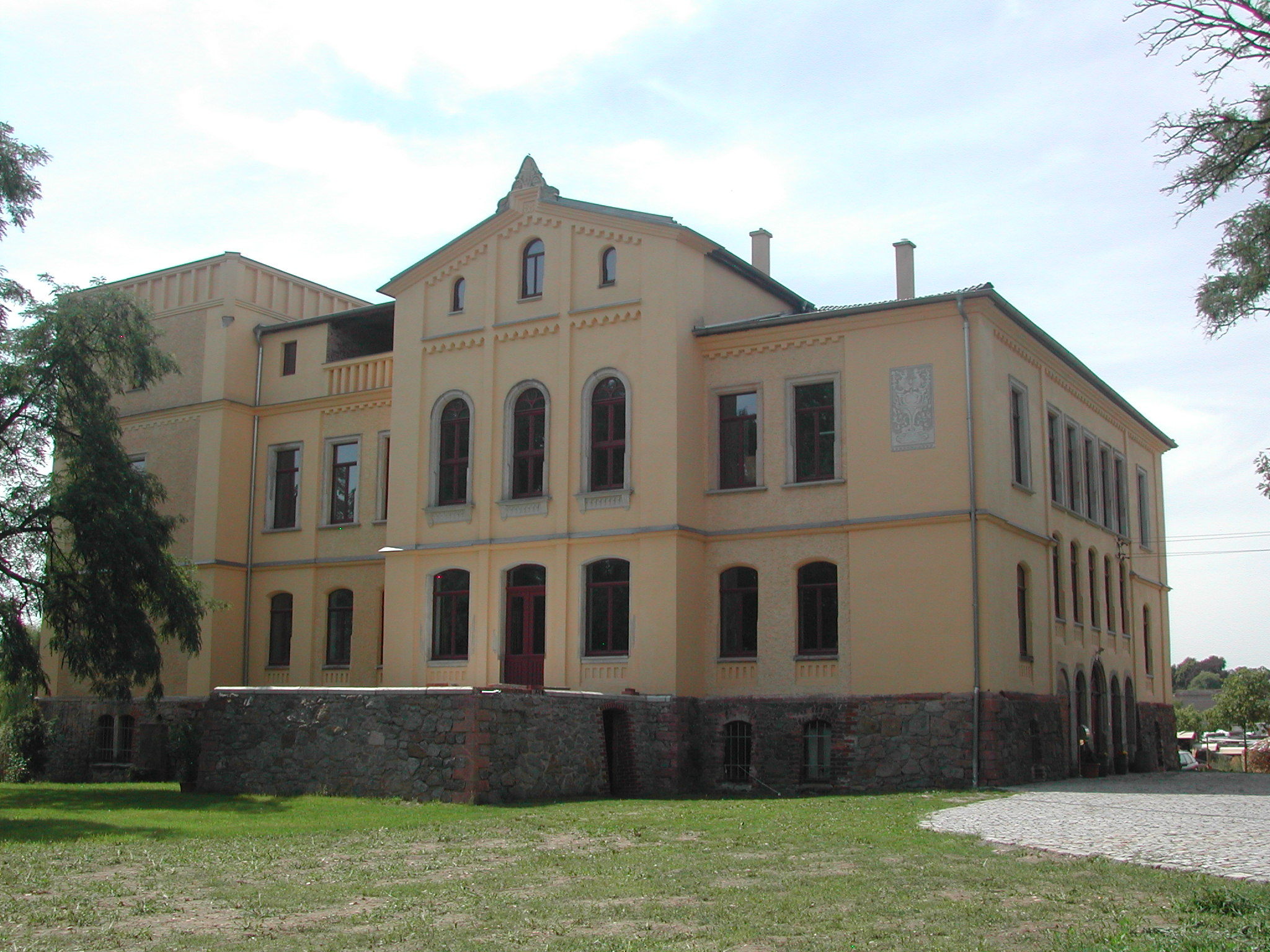
Herrenhaus des ehemaligen Rittergutes (2011)

1802 erwarb Christian Gottlob Vetter das Rittergut. Nach dessen Tod 1822 ging es an einen Schwiegersohn namens Seyfert und verblieb dort bis 1848. Neuer Eigentümer wurde Friedrich Wilhelm Kabitzsch, der 1858 den Bau des Herrenhauses nach Plänen des Leipziger Architekten Mothes im Stile der Frührenaissance ausführen ließ. 1871 errichtete man einen turmähnlichen Anbau.
Im Jahre 2015 brannte es im Keller des Schlosses. Der Brand konnte jedoch von der Freiwilligen Feuerwehr gelöscht werden, bevor größerer Schaden entstand.
1889/90 erhielt die Kirche ihren jetzigen Kirchturm, da der alte barocke Turm wegen Baufälligkeit und Erschütterung durch Blitzschlag abgetragen werden musste.
Nachdem die Familie Kabitzsch das Rittergut innehatte, besaß es zuletzt Dietrich von Gontard, welcher es 1931 erworben hatte und 1945 enteignet wurde. Das Inventar fiel nach der Enteignung Plünderungen zum Opfer, wobei viele historische Werte verloren gingen. 1946 zogen 12 Neubauernfamilien aus Schlesien ins Rittergut ein, in der großen Diele des Herrenhauses wurden Versammlungen abgehalten.
Das Kreisbauamt Grimma ordnete 1948 den Abriss der Gebäude an – aus dem Abbruchmaterial sollten Baustoffe für die Gebäude von Neubauern gewonnen werden. Der damalige Bürgermeister Kurt Gey konnte durch Verzögerung den Abriss verhindern. Danach wohnten hier sowjetische Unteroffiziere mit ihren Familien, welche in Altenhain stationiert waren. Anfang 1982 verließen die Sowjets das Haus. Seitdem war es dem Verfall preisgegeben und verkam u. a. durch illegale Müllablagerungen. In diesem Zustand kaufte 1996 der Dresdner Restaurator Thomas Lauth das Herrenhaus mit zugehörigem Park.
Zum 1. Januar 1999 wurde Altenhain nach Trebsen eingemeindet. Nach 14-jähriger Renovierungszeit am Herrenhaus des Ritterguts wurden diese Arbeiten 2010 abgeschlossen. Diverse Veranstaltungen und wechselnde Ausstellungen sind nunmehr für die Öffentlichkeit zugänglich.

## Entwicklung der Einwohnerzahl
| Jahr | Einwohnerzahl                          |
| ---- | -------------------------------------- |
| 1568 | 24 besessene Mann, 3 Häusler           |
| 1764 | 22 besessene Mann, 12 Häusler, 5 Hufen |
| 1834 | 365                                    |
| 1871 | 519                                    |
| 1890 | 494                                    |

| Jahr | Einwohnerzahl |
| ---- | ------------- |
| 1910 | 705           |
| 1925 | 787           |
| 1939 | 1013          |
| 1946 | 1174          |
| 1950 | 1253          |

| Jahr | Einwohnerzahl |
| ---- | ------------- |
| 1964 | 1057          |
| 1990 | 823           |
| 1998 | 853           |

## Verkehr

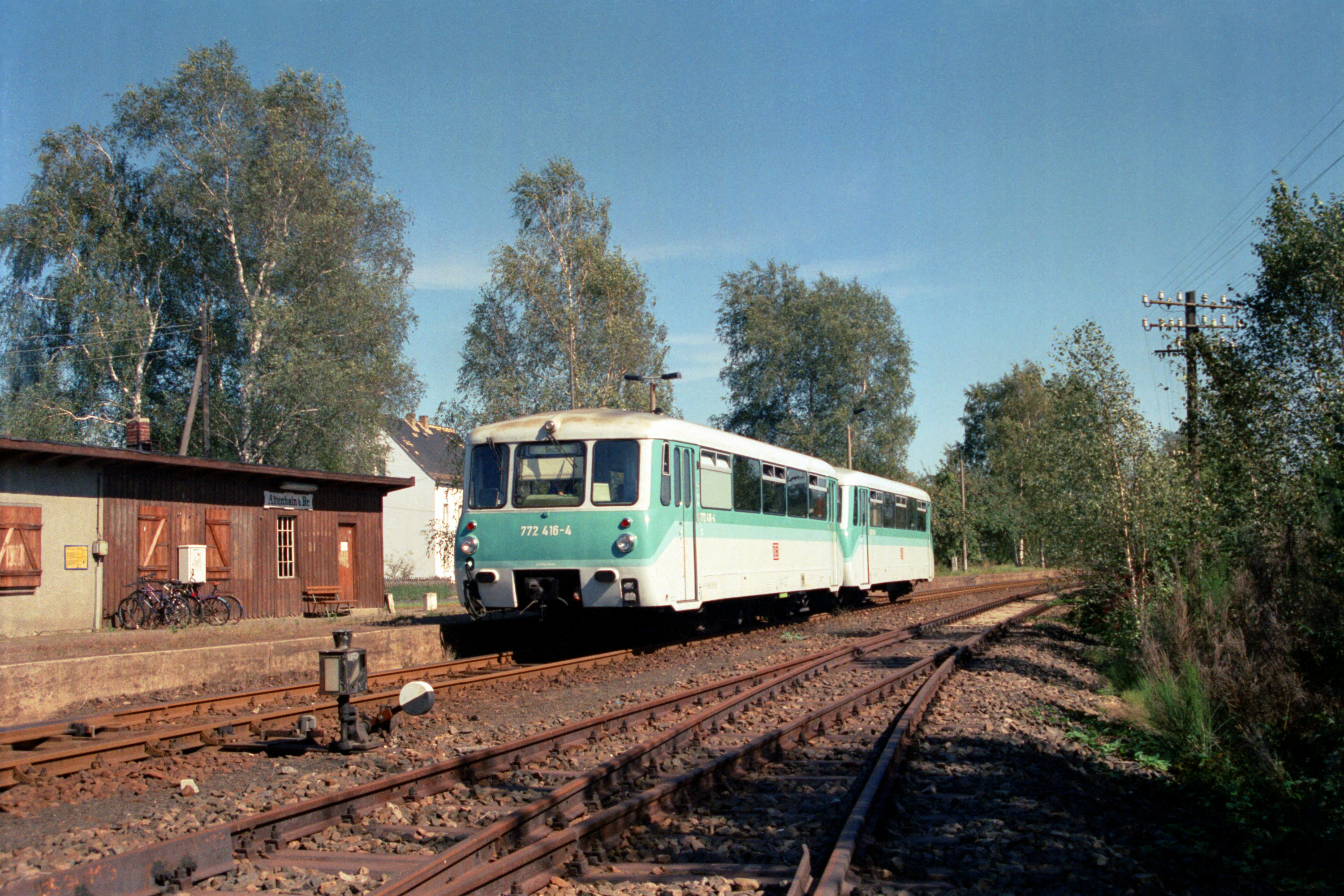
Der Bahnhof Altenhain 1997

Am 10. Dezember 1898 erhielt Altenhain mit Eröffnung der Ladestelle „Altenhain bei Brandis“ Eisenbahnanschluss an die Strecke Beucha–Trebsen, am 1. Oktober des darauffolgenden Jahres wurde der Personenverkehr eröffnet und die Station zur Haltestelle erhoben. Der Bahnhof verfügte über 4 Gleise, einen Lokschuppen, ein Stellwerk, ein Empfangsgebäude und eine Ladestraße. Von hier zweigte ein Gleisanschluss zur ehemaligen Heeresmunitionsanstalt Altenhain ab, welche ab 1945 bis 1992 von der Sowjetarmee genutzt wurde.
In Altenhain war eine 1935 bei Deutz mit der Fabriknummer 13698 gebaute Rangierlok stationiert. Nach Kriegsende wurde sie als Kö 5751 in den Bestand der Deutschen Reichsbahn übernommen und am 1. Juli 1970 in 100 951-3 umbezeichnet. Sie wurde bis in die 1990er Jahre in Altenhain genutzt.
Am 28. September 1997 wurde der Schienen-Personenverkehr auf dem Abschnitt Brandis–Trebsen eingestellt, seit dem 3. April 2000 wird Altenhain auch im Güterverkehr nicht mehr bedient. Es besteht eine stündliche Busverbindung zu den Bahnhöfen in Naunhof und Grimma an der Bahnstrecke Borsdorf–Coswig.